# OpenShot Video Editor
 (décembre 2021).
 (mars 2020).
OpenShot Video Editor est un éditeur vidéo non linéaire libre pour GNU/Linux, OS X et Windows. Il intègre le moteur Blender pour créer des titres et effets (feux d’artifice, jeux de lumières, neige, mappemonde animée) évolués. Il dispose aussi d'une interface vers Inkscape pour l'insertion de titres et sous-titres. La bibliothèque FFmpeg est utilisée pour l'encodage et le décodage des vidéos.
Le projet, initié par Jonathan Thomas, a démarré en août 2008, avec pour objectif de fournir un  éditeur vidéo stable, libre, agréable, performant et d'utilisation facile.
En France, depuis mai 2020, il est intégré au socle interministériel de logiciels libres et est recommandé, par la direction interministérielle du Numérique et du système d'information et de communication de l’État, pour les administrations publiques.
La version 3.2 sortie en juin 2024 ajoute le support de Blender 4.1 et FFmpeg 7.0.

## Configuration requise
Pour la version 2.5.1, OpenShot peut être mis en œuvre sur des configurations modestes (4 Go de RAM) mais elles seront limitatives à la réalisation de certaines actions (acceptabilité du temps de traitement de la création de titres 3D produits sur Blender par exemple). Néanmoins des courtes séquences sont réalisables sur la configuration minimale requise : Système d'exploitation 64 bits (Linux, OS X, Windows 7/8/10), processeur multicœur avec prise en charge 64 bits, 4 Go de RAM et 500 Mo d'espace disque dur pour l'installation.

## Fonctionnalités
- Support de beaucoup de formats vidéo, audio, et d'images (basé sur FFmpeg)
- Intégré à Gnome (support du glisser-déposer)
- Pistes multiples
- Redimensionnement, rognage, recadrage et découpage des clips
- Transitions vidéos avec pré-visualisations en temps réel
- Modèles de titres, création de titres
- Utilisation facilitée pour créer et inclure des titres au format SVG
- Clips couleurs (incluant le canal alpha, degré de transparence)
- Support de la rotoscopie / séquences d'images
- Glisser-déposer de la timeline
- Frame stepping, raccourcis claviers multiples
- Encodage vidéo (basé sur FFmpeg)
- Animation key frame (image clé)
- Zoom digital des clips vidéos
- Changer la vitesse des clips (slow motion, etc.)
- Transitions lumas et masques personnalisés
- Redimensionnement de la taille des clips
- Édition et mixage audio
- Animations pré-configurées et pré-disposées des images clés
- Effet Ken Burns (léger déplacement continu d'images fixes)
- Créateur de titres animés en 3D

OpenShot fournit des capacités étendues d'édition de composition et a été étudié comme étant un outil pratique à l'utilisation vidéo haute définition incluant HDV et AVCHD.

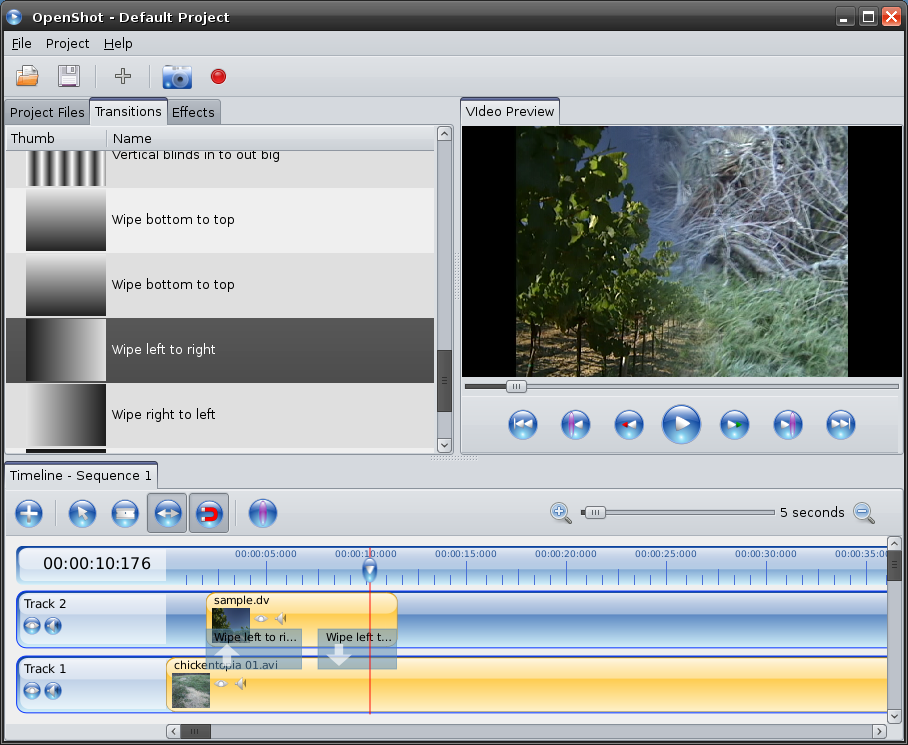
Transition de gauche à droite
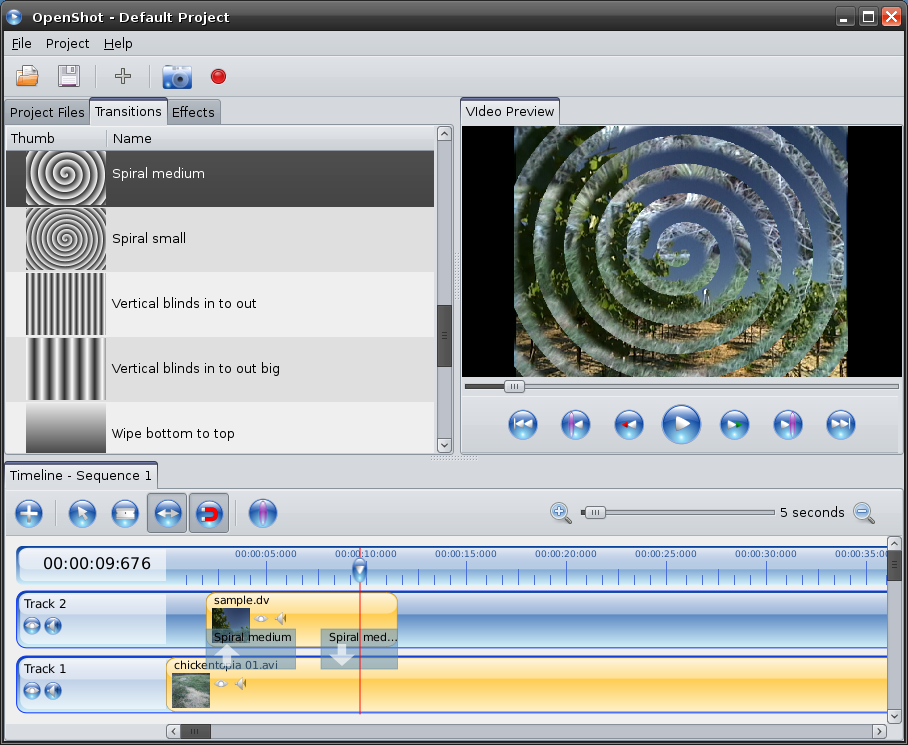
Transition en spirale
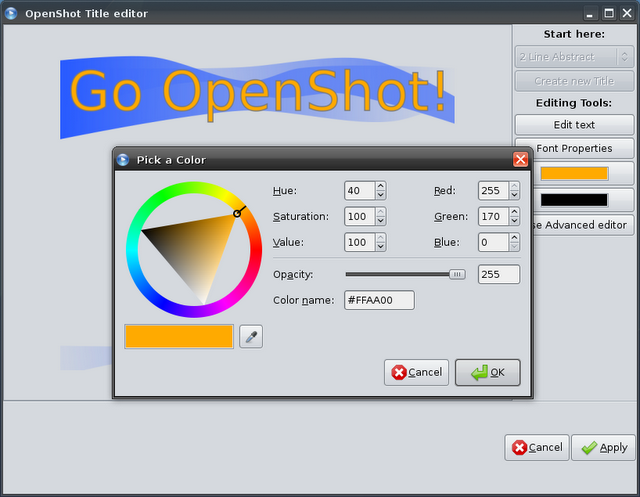
Couleur de l'éditeur de titres
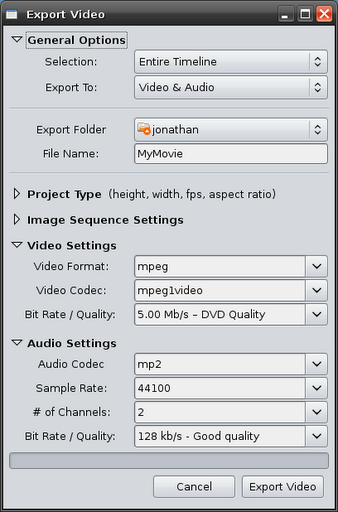
Exportation de la vidéo

## Campagne de financement participatif et objectifs
Jonathan Thomas, le développeur principal d'OpenShot, a lancé en 2013 une campagne de financement participatif sur Kickstarter dans le but principal de pouvoir porter Openshot sur d'autres systèmes d'exploitation comme Windows ou Mac OS X. Un objectif de 20 000 $ était fixé à l'origine, celui-ci a rapidement été atteint et à la clôture de cette campagne de dons, le projet a réussi à récolter plus de 45 000 $, grâce aux dons d'environ 1 500 participants,,,.
Des modifications concernant les performances de l'éditeur vidéo, sa stabilité, son interface ont été annoncées par Jonathan Thomas.